# Wallace Turnage
Pour les articles homonymes, voir Turnage.
Wallace Turnage est un esclave puis marron américain né le 24 août 1846 près de Snow Hill, en Caroline du Nord et mort en 1916. Il est connu pour avoir laissé le récit de son esclavage, récemment redécouvert.